# Competência crítica em informação
Competência crítica em informação (tradução do termo em inglês critical information literacy) é uma proposta de análise reflexiva e revisionista das convenções e normas institucionais da chamada competência em informação (information literacy), tendo como destaques o aprofundamento teórico das perspectivas de avaliação crítica e uso ético da informação e o compromisso prático de engajamento na luta contra as estruturas de poder que sustentam a produção e a disseminação dominante da informação, criando obstáculos à autonomia informacional e à emancipação social.

## Definição
Segundo a revisão historiográfica de Eamon Tewell, os estudos de competência crítica em informação denunciam a falta de envolvimento das concepções institucionais da competência em informação com a dinâmica sociopolítica que molda a aprendizagem e a informação acadêmica, bem como criticam a noção de que a competência em informação seria um obstáculo educacional que pode ser conquistado, gerando indivíduos "competentes em informação". Em Bezerra, Schneider e Saldanha, a crítica proposta à ideia de “competência” que subjaz o conceito de information literacy dirige-se sobretudo ao seu caráter eminentemente instrumental, que converte o aprendizado relacionado à aquisição da dita competência em algo maquínico, pouco reflexivo, muito operacional e, em última análise, subordinado ao mercado. 
Maura Seale aponta que a noção institucional de competência em informação presente em documentos da Association of College and Research Libraries (ACRL), amplamente referenciada em estudos das áreas de Biblioteconomia e Ciência da Informação, aparece relacionada a expressões como “necessidades comerciais”, “ambiente econômico”, “um bom emprego” e “a capacidade de nossa nação de competir internacionalmente”. Em tal sentido, “competência” e “aprendizado ao longo da vida” convertem-se em eufemismos da imposição de adaptação perpétua dos sujeitos às flutuações do mercado, cujo vetor dominante é a flexibilização das relações laborais num contexto de fragilização legal crescente do trabalho.

## Histórico
Conforme o levantamento de Arthur Bezerra e Aneli Beloni, o termo critical information literacy é tema de artigos em língua inglesa das áreas de Ciência da Informação e Biblioteconomia (Library and Information Science) desde meados da primeira década do século XXI, como nos trabalhos de Michelle Simmons (2005), John J. Doherty e Kevin Ketchner (2005), James Elmborg (2006) e Heidi Jacobs (2008). Ao adicionar a palavra “critical” à information literacy, Elmborg diz guardar duas intenções: a primeira seria reconhecer como “crítica” (no sentido de “urgente”) a necessidade de práticas menos mecânicas e entendimentos mais centrados nos indivíduos; a segunda estaria voltada para a adoção de uma perspectiva “crítica” às atuais práticas, no sentido de questionar a concepção de competência em informação como uma “coisa” que temos, mas que não sabemos como usar – entendimento este que o autor credita aos padrões estabelecidos pela Association of College and Research Libraries. 
Para Elmborg, a adoção de uma perspectiva como a proposta pela referida associação faz com que a ideia de que “reconhecemos a necessidade de informação” soe mecânica, e distancia o acesso às informações necessárias “de forma eficaz e eficiente” da maneira lenta e paciente com que conhecimentos são construídos pelas pessoas. Doherty e Ketchner reforçam a crítica ao modelo de regras prescrito pela ACRL que, segundo acreditam, mascara uma ideologia de exclusão, e recorrem ao caráter emancipatório da educação para definir a competência crítica em informação como uma ferramenta de “empoderamento” e “libertação” dos indivíduos, trazendo uma proposta de uso da teoria crítica, entendida como “o olhar sociológico que enxerga o mundo através de lentes que personificam questões de poder e privilégio nas relações sociais”. 
Muitas das publicações sobre critical information literacy se aproximam indiretamente da teoria crítica por meio da pedagogia crítica inspirada por Paulo Freire. Segundo James Elmborg, “ao desenvolver a consciência crítica, os estudantes aprendem a assumir o controle de suas vidas e de seu próprio aprendizado para se tornarem agentes ativos, perguntando e respondendo questões que são importantes para eles e para o mundo ao redor deles”. Em concordância, Heidi Jacobs pontua a intenção de “reiterar a insistência de Elmborg em desenvolver uma prática crítica em biblioteconomia e uma práxis teoricamente informada [...]”; para abordar o papel dos bibliotecários na atividade educacional de forma sistemática, a autora entende ser necessário “promover hábitos críticos e reflexivos de pensamento considerando a práxis pedagógica em relação a nós mesmos, nossas bibliotecas e nossos campi”. Simmons, por sua vez, usa a teoria de gênero para questionar o foco de definições da competência em informação “na aquisição de habilidades, em vez de, mais amplamente, na aprendizagem de práticas discursivas dentro do contexto de uma disciplina acadêmica”; para a autora, “ajudar os alunos a examinar e questionar o contexto social, econômico e político para a produção e o consumo de informações é um corolário vital para o ensino das habilidades de competência em informação”.

## A competência crítica em informação no Brasil
No Brasil, a critical information literacy aparece inicialmente traduzida como “competência informacional crítica”, em uma seção de artigo de Elizete Vieira Vitorino e Daniela Piantola. As autoras encontram, nos estudos de Elmborg, Jacobs, Doherty e Ketchner, um engajamento na ampliação do conceito e do papel social da competência em informação, entendida não apenas como uma reunião de habilidades para acessar e empregar adequadamente a informação, mas também como "uma ferramenta essencial na construção e manutenção de uma sociedade livre, verdadeiramente democrática, em que os indivíduos fariam escolhas mais conscientes e seriam capazes de efetivamente determinar o curso de suas vidas”. 
A partir de 2015, são publicados os primeiros artigos acadêmicos especificamente voltados para a temática no Brasil, tendo como principal característica a aproximação epistemológica com a teoria crítica da Escola de Frankfurt e com a pedagogia crítica de Paulo Freire. Partindo deste prisma teórico, as pesquisas brasileiras sobre competência crítica em informação brasileira têm se ocupado de desenvolver diagnósticos críticos sobre os regimes de informação dominantes, abordando temas como pós-verdade, desinformação e circulação de fake news e tecendo críticas aos obstáculos que comprometem a autonomia dos indivíduos no ambiente informacional.